# Roscoe Ates
Roscoe Ates, auch Rosco Ates (* 20. Januar 1895 in Grange, Mississippi; † 1. März 1962 in Encino, Kalifornien), war ein US-amerikanischer Vaudeville-Entertainer, Filmschauspieler (Filmkomiker) und Sänger.

## Leben und Wirken
Ates wurde in einem Flecken in Mississippi geboren, der heute nicht mehr existiert. Bis er 18 Jahre alt war, litt er massiv unter einer Sprechstörung. Bereits in jungen Jahren knüpfte Ates ersten Kontakt zur Kinematographie, indem er Stummfilmaufführungen im Kino des Nests Chickasha (Oklahoma) mit seiner Geige begleitete. Erste Erfolge konnte Ates dank seiner ungewöhnlichen Physiognomie als Varietékünstler erlangen, wobei er vor allem als Komiker – seine Markenzeichen waren die großen Ohren und weit aufgerissene Augen in einem erstaunten Kindergesicht – die Lacher auf seiner Seite hatte. Seinen einstigen Hang zum Stottern machte Ates zu einem weiteren Markenzeichen.
Mit Anbruch des Tonfilmzeitalters wurde Roscoe Ates aus Hollywood mit entsprechenden Rollen in einer Fülle von Filmen bedacht. Darunter befanden sich sowohl kurze und komplett unbekannte C-Produktionen als auch Miniaturangebote in Großproduktionen vom Schlage King Kong und die weiße Frau (als Pressefotograf), Vom Winde verweht (als genesender Bürgerkriegssoldat) und Mädchen im Rampenlicht (als Hausmeister). Gleichfalls sah man Roscoe Ates in einigen nachmals legendären Filmen: Er spielte eine nicht unwichtige Nebenrolle in dem Horrorfilm Freaks (hier im Vorspann um den Buchstaben e in seinem Vornamen gekürzt). Dort spielte er einen Charakter namens Roscoe. Zum Jahresbeginn 1933 sah man Ates als Bierbrauer Schultz an der Seite der berühmten Komikerkollegen Buster Keaton und Jimmy Durante in dem Lustspiel Bier her!. Im selben Jahr gab Ates an der Seite von Gary Cooper und Cary Grant den Fisch in einer frühen Verfilmung von Lewis Carrolls Alice im Wunderland. Zeitweilig erhielt Ates von RKO und Vitaphone eigene Kurzfilmreihen. Mehrfach, vor allem in Wildwestfilmen, gab Roscoe Ates auch sein Gesangstalent zum Besten. Bis zum Kriegseintritt der USA 1941 waren Kassenstars und Kinolieblinge wie Clark Gable, Henry Fonda, John Wayne, Hedy Lamarr, Judy Garland, James Stewart, Fredric March und ein überdimensionaler Menschenaffe seine bekanntesten Filmpartner. 1937 trat Ates in der Musikkomödie Sea Legs auch am Broadway in New York auf und unternahm kurz darauf auch eine Vaudeville-Tournee nach Großbritannien.

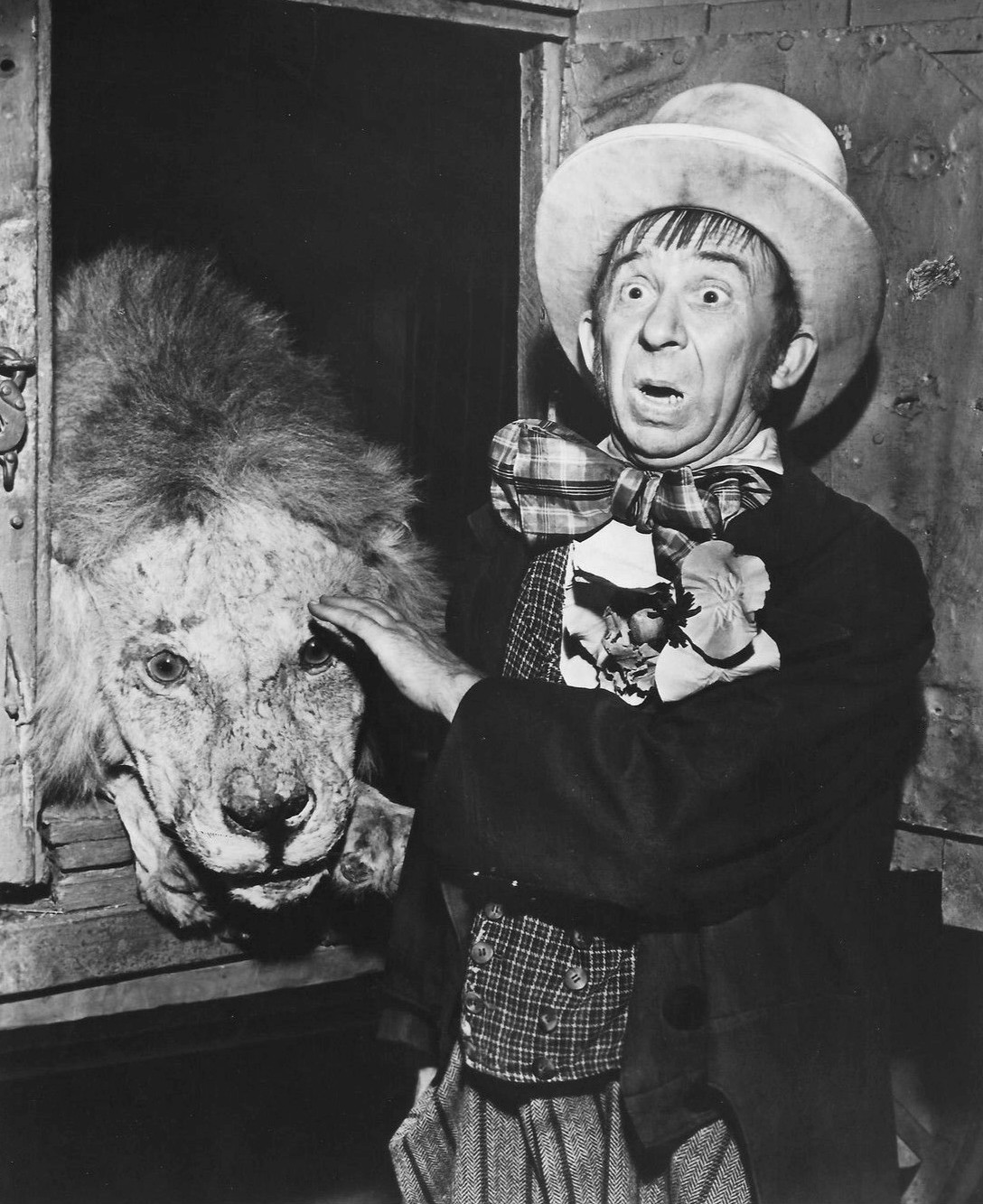
Roscoe Ates 1940 in Der Tod des alten Zirkuslöwen

Nach seinem Militärdienst während des Zweiten Weltkriegs bei den Fliegern in Texas kehrte Roscoe Ates 1944 zum Film zurück, bekam aber fortan fast nur noch Miniaturparts in zumeist unbedeutenden Filmen. Eine wiederkehrende, tragende Rolle war die des kauzig-komischen Soapy Jones in einer Fülle von B-Western, die zwischen 1946 und 1948 in die amerikanischen Kinos gelangten und in denen Ates die Funktion des lustigen Sidekicks des singenden Cowboystars Eddie Dean übernahm. Seit Beginn der 1950er Jahre wirkte Roscoe Ates gastweise auch in einer Fülle von Fernsehserien mit, darunter Annie Oakley, Rin-Tin-Tin, Dezernat M, The Restless Gun, Wagon Train, Wells Fargo, Maverick, Alfred Hitchcock präsentiert, Sugarfoot, Die Unbestechlichen und Outlaws. In der Serie Lawman hatte er 1959/60 eine durchgehende Rolle. Als Roscoe Ates 1961 seinen letzten (nunmehr ungenannten) Auftritt vor der Kamera in der Jerry-Lewis-Klamotte Der Bürotrottel absolvierte, war er bereits weitgehend in Vergessenheit geraten.
Ates war dreimal verheiratet: seine erste Ehe wurde geschieden, seine zweite Ehefrau Leonore starb 1955 und seine letzte Ehe mit Beatrice Naranjo hielt von 1960 bis zu seinem Tod. Er starb 1962 im Alter von 67 Jahren an Lungenkrebs.

## Filmografie
- 1929: South Sea Rose
- 1930: Unser Täglich Brot (City Girl / Our Daily Bread)
- 1930: Billy the Kid
- 1930: Hölle hinter Gittern (The Big House)
- 1930: Die Drei von der Feuerwache (Soup to Nuts)
- 1930: Pioniere des wilden Westens (Cimarron)
- 1931: Der Champ (The Champ)
- 1931: Der Mut zum Glück (A Free Soul)
- 1931: The Great Lover
- 1931: Politics
- 1932: Come on Danger!
- 1932: Renegades of the West
- 1932: Freaks
- 1932: Young Bride
- 1932: Deported
- 1932: The Roadhouse Murder
- 1933: Lucky Devils
- 1933: King Kong und die weiße Frau (King Kong)
- 1933: Scarlet River
- 1933: Bier her! (What! No Beer?)
- 1933: Alice im Wunderland (Alice in Wunderland)
- 1934: Merry Wives of Reno
- 1934: She Made Her Bed
- 1934: Woman in the Dark
- 1935: The People’s Enemy
- 1935: Why Pay Rent?
- 1936: Fair Exchange
- 1936: Fluß der Wahrheit (God’s Country and the Woman)
- 1937: Alpine Cabaret
- 1937: Drug Store Follies
- 1938: Riders of the Black Hills
- 1938: The Great Adventures of Wild Bill Hickok
- 1939: Vom Winde verweht (Gone with the Wind)
- 1939: Die Sterne von Texas (Three Texas Steers)
- 1940: Rancho Grande
- 1940: Untamed
- 1940: Überfall auf die Olive Branch (Captain Caution)
- 1940: Der Tod des alten Zirkuslöwen (Chad Hanna)
- 1941: Mädchen im Rampenlicht (Ziegfeld Girl)
- 1941: Die Rächer von Missouri (Bad Men from Missouri)
- 1941: Mit einem Bein im Himmel (One Foot in Heaven)
- 1941: Sullivans Reisen (Sullivan’s Travels)
- 1942: Atemlos nach Florida (The Palm Beach Story)
- 1943: The Great Moment
- 1944: Das Lied des goldenen Westens (Can’t Help Singing)
- 1946: Colorado Serenade
- 1946: Tumbleweed Trail
- 1946: Wild West
- 1947: Wild Country
- 1947: Cowboy Serenade (Black Hills)
- 1947: Shadow Valley
- 1948: Tornado Range
- 1948: The Westward Trail
- 1948: Reise ins Verderben (Inner Sanctum)
- 1950: Hills of Oklahoma
- 1951: Honeychile
- 1952: Trail Guide
- 1952: Flucht vor dem Feuer (The Blazing Forest)
- 1953: Der schweigsame Fremde (The Stranger Wore a Gun)
- 1954: Abbott und Costello als Gangsterschreck (Abbott and Costello Meet the Keystone Cops)
- 1955: Ich will, dass du mich liebst (Lucy Gallant)
- 1955: Come Next Spring
- 1955: Viva Las Vegas (Meet Me in Las Vegas)
- 1956: Die falsche Eva (The Birds and the Bees)
- 1957: Hölle der 1000 Martern (Run of the Arrow)
- 1957: Mit dem Satan auf Du (Short Cut to Hell)
- 1958: In Colorado ist der Teufel los (The Sheepman)
- 1961: Zu heiß gebadet (The Ladies Man)
- 1961: Der Bürotrottel (The Errand Boy)